# Oltremare (Stati crociati)

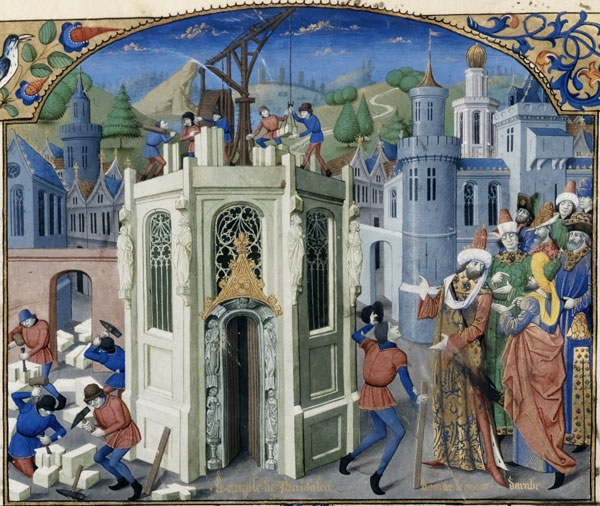
Ricostruzione del Tempio di Gerusalemme (da Guglielmo di Tiro, Histoire d'Outremer)

Con il nome Terre d'Oltremare, o più semplicemente Oltremare (in francese Outremer), si indicano i domini dei crociati in Siria e Palestina fra la fine dell'XI secolo e gli inizi del XIV secolo, che dividono la Prima Crociata del 1099 e la conquista di Gerusalemme e la definitiva riconquista della Terra santa da parte del Sultano mamelucco Muhammad ibn Qalāwūn dell'isola fortificata di Arados (Arwād o Ruad), ultimo dominio crociato, nel 1303.
L'origine del termine può essere ricollegata al nome con cui venne chiamata in origine la Crociata, ovvero passagium ultramarinum, "viaggio oltremare".
Questi territori furono organizzati in Stati feudali, detti "Stati crociati", "Stati franchi", "Principati franchi di Levante" o "Stati latini". Queste entità territoriali erano il Regno di Gerusalemme, la Contea di Tripoli, il Principato di Antiochia e la Contea di Edessa; ad essi viene aggiunto anche il Regno di Armenia-Cilicia. 
Esse nacquero in seguito della spartizione della Terra Santa avvenuta ad opera dei comandanti della prima Crociata e riconoscevano tutte (almeno formalmente) l'autorità suprema del Re di Gerusalemme.
L'Outremer, sebbene geograficamente rappresentasse solo un'infinitesima parte delle terre occupate dalla Cristianità occidentale (che andavano dalla Scandinavia alla Spagna e dalla Groenlandia alla Palestina), rivestì sempre una parte fondamentale nella storia dell'Europa medievale: lì era diretta la maggior parte dei pellegrinaggi e dei commerci e lì fu focalizzata per secoli l'attenzione di numerosi monarchi e di papi.

## La nascita degli Stati latini in Terra Santa
La dominazione cristiana nelle terre d'Outremer ebbe origine con i successi della prima Crociata. I principali comandanti crociati, Boemondo di Taranto, Raimondo di Tolosa, Baldovino di Boulogne e Goffredo di Buglione (anche se questo caso fu piuttosto particolare, poiché il crociato rifiutò sempre la corona di Gerusalemme), vollero spartirsi i territori conquistati e vi fondarono dei propri domini personali in cui il diritto e le consuetudini europee vennero a contatto con un ambiente, quello arabo-islamico, totalmente diverso. Così nacquero gli Stati crociati, entità in cui la cultura orientale e quella occidentale vennero in protratto contatto, quasi come stava accadendo nello stesso periodo nella Spagna islamica.

## Il feudalesimo d'Oltremare
L'Outremer ebbe subito un'organizzazione prettamente feudale e ciò avvenne perché i crociati (detti Franchi dagli Arabi, e Latini dai Bizantini) furono sempre consapevoli della sua intrinseca debolezza. Gli Stati franchi furono sempre soggetti all'interesse dei più grandi e potenti regni musulmani circostanti, dovettero sempre vedersela in guerra con nemici dotati di una soverchiante superiorità numerica e dipendevano dall'afflusso di pellegrini armati occidentali.
Per questi motivi, buona parte della Terra Santa fu divisa in feudi dai nuovi sovrani ed affidata ai cavalieri giunti loro appresso in cerca della salvezza, di fortuna o di una nuova vita. Sebbene molti territori erano ancora rimasti in mano ai precedenti signorotti arabi e turchi, si cercò ovunque di sfruttare ogni singola parcella per il mantenimento delle truppe.

## Il commercio con l'Europa e l'Oriente

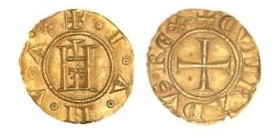
Genovino d'oro, moneta aurea di Genova, simbolo della potenza economica della repubblica marinara

Lo stanziamento crociato fece diventare gli Stati latini un ottimo punto di raccordo tra Oriente ed Europa. Nelle città costiere come Beirut, Giaffa e San Giovanni d'Acri sorsero numerosi fondachi delle repubbliche marinare ed il commercio poté prosperare. Dal Vicino Oriente partì la spedizione dei Polo verso la Cina e le terre dei Mongoli. Il controllo delle terre d'Oltremare spinse gli Europei addirittura a sognare di aprirsi una via commerciale diretta con le Indie: con l'aiuto degli Ilkhan di Persia, degli armatori genovesi cercarono di allestire una flottiglia che avrebbe inaugurato una nuova rotta marittima per i mercantili europei. L'impresa, tuttavia, non ebbe buon esito.
Gli Stati latini, sebbene in una posizione strategica dal punto di vista commerciale, non erano troppo ricchi di risorse naturali: vi era una discreta agricoltura mediterranea, vi si coltivavano datteri, agrumi ed altre piante tipiche del mondo arabo nella fascia costiera. Nelle colline del Libano, invece, erano diffuse la pastorizia e l'allevamento.

## La difesa
Il compito di difendere questi potentati spettò ai vassalli, ai pellegrini ed agli ordini cavallereschi. I vassalli costituivano il nerbo degli eserciti degli Stati latini: erano fedeli al sovrano, sempre disponibili e ben addestrati. Erano, inoltre, motivati nel combattimento, poiché combattendo difendevano le proprie terre. Il Regno di Gerusalemme, invece, poté contare anche sulla grande massa di pellegrini che affluiva annualmente nei propri domini e che erano disponibili ad intraprendere spedizioni a corto respiro per la difesa del reame. Con la maggiore pressione dei musulmani, però, occorse organizzare un nuovo tipo di cavalieri, non più feudali, ma dei professionisti sempre a disposizione, forniti di una solida struttura di finanziamento e di un'ottima capacità bellica. I principali ordini furono quelli dei Templari, degli Ospedalieri e dei Cavalieri Teutonici. In occasione delle crociate, inoltre, gli Stati franchi poterono contare anche sugli eserciti dei crucisegnati che giungevano dall'Europa.

## La dominazione franca dopo Hattin
In seguito alla sconfitta di Hattin (1187), la situazione in Terra Santa conobbe un notevole stravolgimento: il Regno di Gerusalemme, in pratica, cessò di esistere, il suo esercito fu distrutto e gran parte della feudalità franca si ritrovò priva delle proprie terre e, di conseguenza, della possibilità di permettersi di partecipare alle guerre. Le preponderanti forze di Saladino, inoltre, sembravano in grado di cancellare per sempre la dominazione latina in Oriente.
Per ovviare a questi problemi, furono perfezionati nuovi strumenti, come i feudi di borsa, fu migliorata la struttura degli ordini cavallereschi e, per tentare di recuperare le terre perse, fu indetta la terza crociata. La spedizione non riportò tutti i successi sperati, perché il Regno di Gerusalemme rimase in gran parte in mano musulmana e la sua capitale non fu ripresa dai crociati. Per ottenere questo risultato, si dovette aspettare la singolare Sesta Crociata di Federico II.

## Declino e fine degli Stati franchi
La conflittualità interna agli Stati latini (ad esempio le dispute tra le comunità mercantili italiane di Acri), gli scontri dinastici (come quelli tra Svevi ed Angioini), l'erosione della proprietà feudale locale, l'affievolirsi dello slancio crociato dopo la metà del XIII secolo portarono al progressivo sgretolamento delle compagini statali cristiane in Terra Santa. A dare il colpo di grazia alla ormai fragile costruzione franca ci pensarono i nuovi dominatori dell'Egitto, i Mamelucchi. Essi, sfruttando la superiorità numerica e la difficoltà dei crociati nell'allearsi coi Mongoli, iniziarono un lento ma inarrestabile processo di riconquista che terminò nel 1291 con la presa di san Giovanni d'Acri. In seguito a questo evento, le ultime roccaforti cristiane furono evacuate e la stagione dei regni d'Outremer poté considerarsi conclusa. L'ultimo estremo tentativo di ricostituire il dominio franco in Oriente ebbe termine nel 1303 con la caduta della fortezza crociata dell'isola di Ruad.